# Korla (Bayingolin)

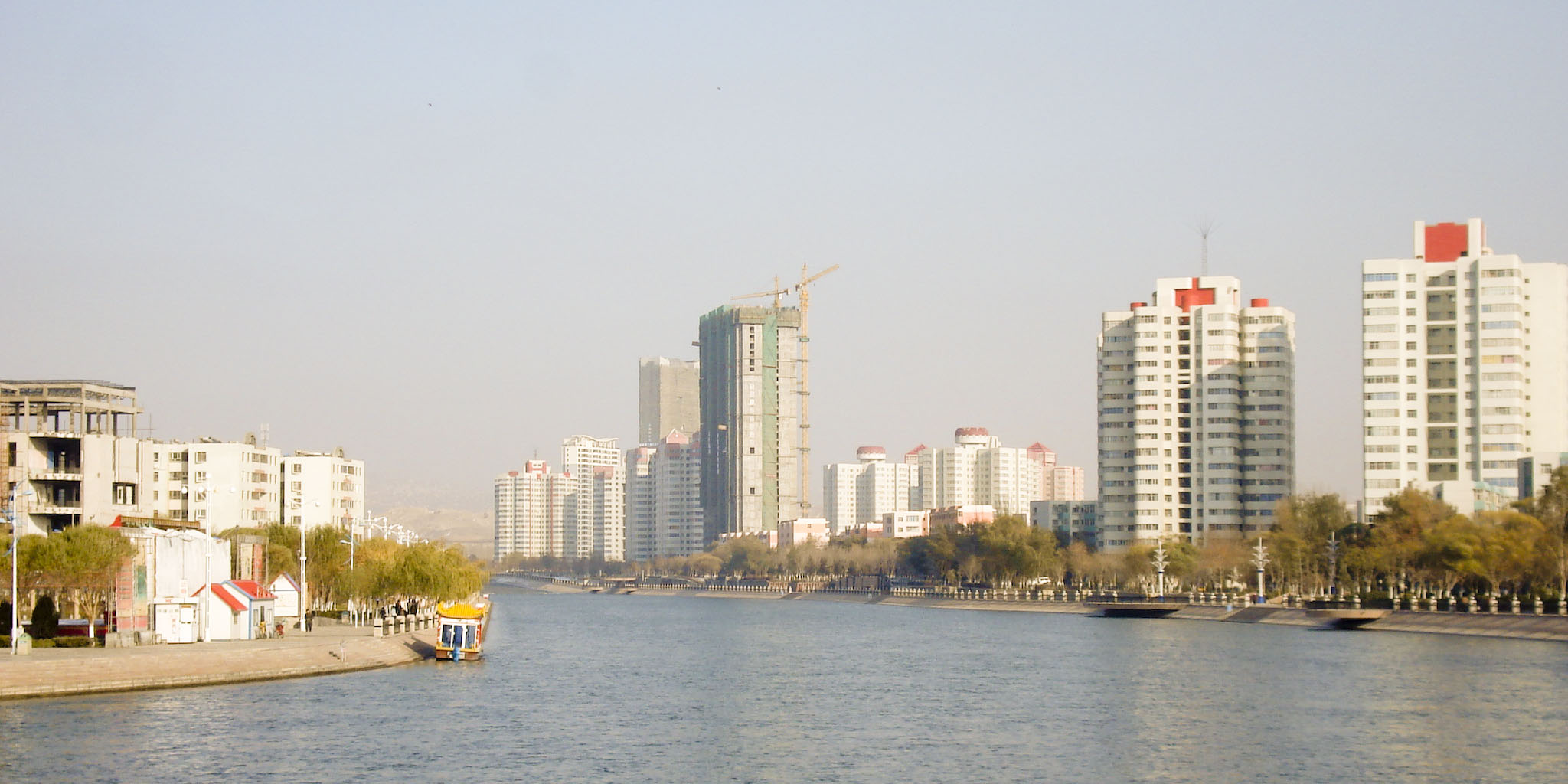
Kongque He in Korla

Korla (chinesisch 库尔勒市, Pinyin Kù'ěrlè Shì; uigurisch كورلا شەھىرى Korla Xəⱨiri mongolisch ᠬᠣᠷᠣᠯᠬᠣᠲᠠ) ist eine kreisfreie Stadt im Zentrum des Uigurischen Autonomen Gebiets Xinjiang in der Volksrepublik China. Die Fläche beträgt 7.219 Quadratkilometer. Sie hat 549.324 Einwohner (Stand: Zensus 2010) und ist Hauptstadt des Mongolischen Autonomen Bezirks Bayingolin.

## Geographie
Korla liegt auf 930 m Höhe am Südrand des Tian-Shan-Gebirges, nördlich der Taklamakan-Wüste. 7 km nördlich der Stadt, auf dem Weg nach Karashar liegt der Tiemen-Pass, der eine wichtige Rolle beim Schutz der Seidenstraße vor räuberischen Nomaden aus dem Norden spielte. 57 km nordöstlich von Korla liegt der bedeutende See Bosten Hu, der die Stadt über den Konqi-Fluss mit Süßwasser versorgt. Korla ist der Startpunkt der Eisenbahnlinie Süd-Xinjiang nach Kaschgar.

## Bevölkerung
Der Zensus des Jahres 2000 zählte 381.943 Einwohner Korlas. Die Verteilung auf die verschiedenen Ethnien zeigt die Tabelle.
| Name des Volkes | Einwohner | Anteil  |
| --------------- | --------- | ------- |
| Han             | 266.760   | 69,84 % |
| Uiguren         | 100.689   | 26,36 % |
| Hui             | 7.530     | 1,97 %  |
| Mongolen        | 4.021     | 1,05 %  |
| Miao            | 700       | 0,18 %  |
| Tujia           | 657       | 0,17 %  |
| Mandschu        | 634       | 0,17 %  |
| Zhuang          | 182       | 0,05 %  |
| Russen          | 152       | 0,04 %  |
| Xibe            | 117       | 0,03 %  |
| Tibeter         | 68        | 0,02 %  |
| Koreaner        | 62        | 0,02 %  |
| Kasachen        | 53        | 0,01 %  |
| Yao             | 50        | 0,01 %  |
| Tu              | 39        | 0,01 %  |
| Dong            | 38        | 0,01 %  |
| Sonstige        | 191       | 0,05 %  |

## Geschichte
Als wichtige Oase an der nördlichen Seidenstraße war Korla schon zur Zeit der Han-Dynastie unter dem Namen Weili als Ort mit fast 10.000 Einwohnern bekannt.

## Umweltprobleme
Korla hat mit massiver Luftverschmutzung zu kämpfen. Im März 2016 hatte die Luft im Ort laut der chinesischen Webseite aqicn.org zusammen mit den ebenfalls westchinesischen Städten Aksu und Kaschgar den schlechtestmöglichen Wert. Bei der laufenden Messung werden die Grenzwerte für Ozon, Feinstaub (PM10 und PM2.5), Stickstoffdioxid, Schwefeldioxid und Kohlenstoffmonoxid regelmäßig überschritten.